# LOVE IS ECSTASY
《LOVE IS ECSTASY》，日本女歌手中島美嘉的第34張單曲。2011年9月14日發行。

## 概述
LOVE IS ECSTASY
- 自前作「Dear」後，再次成為電影的主題曲，電影「Unfair the answer」主題曲，中島本人表示能通過音樂參與電影的工作感到很光榮[1]。
- 久睽多時的激烈搖滾風格歌曲，中島表示自己非常喜歡搖滾風格的歌曲。雖然自己的聲線可能不太適合搖滾，但「LOVE IS ECSTASY」這樣的流行搖滾便沒問題[2]。
- 對於跟NANA時的比較，中島本人認為本曲與當時的風格有所不同。因為當時有著電影角色的性格，所以演唱的方式也有所不同。而「LOVE IS ECSTASY」作為中島美嘉的歌曲，便必須帶著流行的風格[2]。
- 編曲的根岸孝旨是在NANA時已經合作過的對象，中島非常喜歡他的音樂。中島表示曾聽過很多CD，覺得「啊，這個，很帥氣」，然後便發現其中很多歌曲都是根岸所編曲的。當聽到這首歌曲時，中島便覺得「這個不是根岸編曲的話便high不起來」[2]。
- 中島本人填詞，以電影「Unfair the answer」的形象寫下歌詞。以電影主角筱原涼子帥氣的印象作為歌詞的主題[2]。

You Knocked Me Out
- 中島甫聽到便覺得「很帥氣！很想唱這首歌！」的歌曲，並形容作曲與編曲的人都是天才[2]。
- 中島與Lori Fine一同寫詞的歌曲，以把心抓獲的瞬間為主題寫下的歌詞[2]。
- 本人評價為很適合現場表演的歌曲[2]。

## 收錄曲

### CD
1. LOVE IS ECSTASY
  - 作詞：中島美嘉／作曲：Nickii／編曲：根岸孝旨
  - 電影「Unfair the answer」主題歌
2. You Knocked Me Out
  - 作詞：中島美嘉・Lori Fine／作曲：Lori Fine／編曲：COLDFEET
3. LOVE IS ECSTASY (Instrumental)
4. You Knocked Me Out (Instrumental)

### DVD
※ 初回生産盤限定
1. LOVE IS ECSTASY (Music Video)

## 備註
1. ↑  . biglobe. 2011-07-15  [2011-07-15]. （原始内容存档于2014-08-26） （日语）.
2. 1 2 3 4 5 6 7  . excite. 2011-09-12  [2011-09-12]. （原始内容存档于2014-08-26） （日语）.